# Ивано-Благодатное
Ивано-Благодатное (укр. Івано-Благодатне) — село в Соколовской сельской общине Кропивницкого района Кировоградской области Украины.
Население по переписи 2001 года составляло 694 человека. Почтовый индекс — 27635. Телефонный код — 522. Код КОАТУУ — 3522583302.